# EN 60601-2-30
Die EN 60601-2-30 mit dem Titel „Medizinische elektrische Geräte – Teil 2-30: Besondere Festlegungen für die Sicherheit, einschließlich der wesentlichen Leistungsmerkmale von automatischen, zyklischen, nicht-invasiven Blutdrucküberwachungsgeräten“ ist Teil der Normenreihe EN 60601.
Herausgeber der DIN-Norm DIN EN 60601-2-30 war das Deutsche Institut für Normung.
Die Norm basiert auf der internationalen Fassung IEC 60601-2-30. Im Rahmen des VDE-Normenwerks ist die Norm als VDE 0750-2-30 klassifiziert, siehe DIN-VDE-Normen Teil 7.
Diese Ergänzungsnorm regelt allgemeine Festlegungen für die Sicherheit, Prüfungen, Richtlinien und der wesentlichen Leistungsmerkmale von automatischen, zyklischen, nicht-invasiven Blutdrucküberwachungsgeräten.

## Gültigkeit in Deutschland
Die deutsche Ausgabe 12.2000 war ab ihrem Erscheinungsdatum bis zur Zurückziehung als Deutsche Norm angenommen.
- Die Aktuelle Fassung (12.2000) ist korrespondierend mit der 2. Ausgabe der DIN EN 60601-1 anzuwenden.
- Es wurde im April 2008 ein EN-Entwurf zur Anwendung mit der 3. Ausgabe der DIN EN 60601-1 veröffentlicht.
- Im Mai 2011 wurde dieser Entwurf als Norm DIN EN 80601-2-30 neu veröffentlicht.

## Anwendungsbereich
Diese Norm legt besondere Anforderungen für die Sicherheit, einschließlich der wesentlichen Leistungsmerkmale, für automatische, zyklische, nicht-invasive Blutdruck-Überwachungsgerätefest. Das Gerät darf beaufsichtigt oder unbeaufsichtigt sein. 
Diese besonderen Festlegungen gelten nicht für Blutdruckmessgeräte mit Fingeraufnehmern oder halbautomatische Blutdruckmessgeräte, bei denen in der Regel jede Messung manuell ausgelöst werden muss.

## Zusatzinformation
Folgende geänderte Anforderungen sind in der EN 60601-2-30 enthalten (Auszug):
- Manschettendruck
- Elektromagnetische Verträglichkeit (EMV)
- Eindringen von Wasser
- Schutz gegen gefährliche Ausgangswerte
- Alarme
- Defi-Festigkeit